# Кабаевское сельское поселение
Кабаевское се́льское поселе́ние — муниципальное образование в Дубёнском районе Мордовии Российской Федерации.
Административный центр — село Кабаево.

## История
Статус и границы сельского поселения установлены Законом Республики Мордовия от 28 декабря 2004 года № 118-З «Об установлении границ муниципальных образований Дубёнского муниципального района, Дубёнского муниципального района и наделении их статусом сельского поселения и муниципального района».

## Население
| 2002 | 2010  | 2012 | 2013 | 2014 | 2015 | 2016 |
| ---- | ----- | ---- | ---- | ---- | ---- | ---- |
| 1267 | ↘1014 | ↘957 | ↘909 | ↘876 | ↘841 | ↘812 |
| 2017 | 2018  | 2019 | 2020 | 2021 |      |      |
| ↘811 | ↘781  | ↘749 | ↘714 | ↗773 |      |      |

## Состав сельского поселения
| № | Населённый пункт | Тип населённого пункта       | Население |
| - | ---------------- | ---------------------------- | --------- |
| 1 | Кабаево          | село, административный центр | ↘693      |
| 2 | Сайнино          | село                         | ↘97       |
| 3 | Турдаково        | село                         | ↘224      |